# Čím lidé žijí
Čím lidé žijí (What Men Live By) je opera-pastorel Bohuslava Martinů dokončená v první polovině roku 1952 a původně určená pro televizní obrazovku. Podkladem libreta je krátká povídka Lva Nikolajeviče Tolstého Kde je láska, tam je i Bůh.

## Inscenační historie
Přesné datum uvedení opery na amerických televizních obrazovkách není známo, ale patrně šlo o květen 1953. Též není známá konkrétní televizní společnost, která tuto operu vysílala, ale jako nejpravděpodobnější se jeví stanice ABC nebo CBS. Opera poprvé zazněla v roce 1954 na letních hudebních kurzech v Interlochenu v americkém Michiganu. Šlo přitom o komorní studentské představení s klavírním doprovodem namísto orchestru. První profesionální jevištní provedení se konalo v New Yorku 20. května 1955 zásluhou The Hunter College Opera Association.
Českou scénickou premiéru dílo zažilo v Plzni 9. května 1964 (dirigent Bohumír Liška, režie Bohumil Zoul). Později byla opera ještě uvedena v brněnském Národním divadle (1974/75, 1989/90), a to vždy s použitím českého textu.
V prosinci 2014 operu v rámci festivalu Dny Bohuslava Martinů koncertně provedla Česká filharmonie pod vedením Jiřího Bělohlávka. Nahrávka, která na základě koncertu vznikla, si vysloužila nominaci na cenu The International Opera Award. V roce 2018 ji pak režisér Jiří Nekvasil využil ve svém stejnojmenném televizním hudebním filmu. Premiéru tohoto televizního zpracování bylo možné zhlédnout v září tohoto roku na Mezinárodním televizním festivalu Zlatá Praha

## Základní děj opery
Chudý švec Martin Avdějič, který byl vždy dobrý člověk, začal ke stáru pochybovat ve své víře v Boha. Umřela mu totiž žena a dříve i maličký synek. Starý kamarád, sedlák pocházející ze stejné vsi, též nyní usazený ve městě, ho znovu přiměje ke čtení bible. Martin v polospánku má pocit, že slyšel hlas Boha, který mu oznamuje, že k němu druhý den přijde. Od rána proto Martin radostně očekává příchod Boha. Během dne se setká se třemi lidmi, kteří potřebují pomoc (starý voják Stěpanič, strádající mladá žena s malým dítětem a chlapec, který ukradne staré prodavačce jablko). Opera končí poznáním Martina že právě v pomoci a soucítění s druhými je pravá víra.